# FC Šiauliai
FC Šiauliai was een Litouwse voetbalclub uit Šiauliai. De club komt uit in de A Lyga.
In 2004 promoveerde de weer helemaal zelfstandige club wel en zou pas in 2015 weer degraderen. Ook in 2013 werd de bekerfinale bereikt.
In januari 2016 werd de club opgeheven.

## Historische namen
- 2004 – FK Šiauliai
- 2014 – FC Šiauliai

## Siauliai in Europa
#Q = #kwalificatieronde, T/U = Thuis/Uit, W = Wedstrijd, PUC = punten UEFA coëfficiënten .
Uitslagen vanuit gezichtspunt FK Šiauliai
| Seizoen | Competitie    | Ronde | Land             | Club               | Totaalscore | 1e W    | 2e W    | PUC |
| ------- | ------------- | ----- | ---------------- | ------------------ | ----------- | ------- | ------- | --- |
| 2010/11 | Europa League | 2Q    | Vlag van Polen   | Wisła Kraków       | 0-7         | 0-2 (T) | 0-5 (U) | 0.0 |
| 2012/13 | Europa League | 1Q    | Vlag van Estland | FC Levadia Tallinn | 2-2 u       | 0-1 (U) | 2-1 (T) | 0.0 |

## Bekende (oud-)spelers
- Giedrius Arlauskis
- Gintaras Juodeikis